# Thelaira macropus
Thelaira macropus är en tvåvingeart som först beskrevs av Christian Rudolph Wilhelm Wiedemann 1830.  Thelaira macropus ingår i släktet Thelaira och familjen parasitflugor. Inga underarter finns listade i Catalogue of Life.